# 가스가정 (효고현)
가스가정(春日町)은 일본 효고현 중동부에 존재했던 정이며 히카미군에 속했다.
2004년 11월 1일에 히카미군 6정이 합병해 단바시가 탄생함으로써 소멸하였다. 좋은. 

## 역사
- 1955년 3월 20일 - 구로이정 가스카베촌 오치촌 고쿠료촌 후네조촌이 합병해 성립하였다.
- 2004년 11월 1일 - 기이바라정, 아오가키정, 히카미정, 산난정, 이치지마정이 합병해 단바시가 성립하였다. 동일 가스가정은 폐지되었다.

## 행정
- 다키모토 노부요시 (滝本信好)

## 교통

### 철도
- 서일본 여객철도 후쿠치야마 선 (중심역)

### 도로
- 마이즈루-와카사 자동차도(일본어판)
- 국도 제175호선 (일본)(일본어판)